# Álvaro Mejía (cyclisme)
Pour les articles homonymes, voir Alvaro, Mejía et Alvaro Mejia.
Mejía  Castrillón est un nom espagnol. Le premier nom de famille, en général paternel, est Mejía ; le second, en général maternel, souvent omis, est Castrillón.
Álvaro Mejía Castrillón est un ancien coureur cycliste colombien, né le 19 janvier 1967 à Santa Rosa de Cabal (département de Risaralda).
Il devient professionnel en 1989 et le reste jusqu'en 1997. Il remporte 6 victoires au cours de sa carrière, sur le circuit européen. Ses principaux résultats furent deux 4e place, l'une au Tour de France 1993 et l'autre au championnat du monde sur route 1991. À la fin de sa carrière cycliste, en 1998, il entame des études de médecine. Diplôme obtenu, il devient médecin de la fédération colombienne de cyclisme, et ce jusqu'en 2010. En 2011, il est le médecin de l'équipe Movistar Continental.

## Équipes[2]
- Amateur :
  - 1988 :  Castalia[3]
- Professionnelles :
  - 1989 :  Postobón Manzana
  - 1990 :  Postobón Manzana - Ryalcao
  - 1991 :  Ryalcao - Postobón Manzana
  - 1992 :  Postobón Manzana - Ryalcao
  - 1993 :  Motorola
  - 1994 :  Motorola
  - 1995 :  Motorola
  - 1997 :  Petróleo de Colombia

## Palmarès

### Palmarès année par année
| - 1986 - Clásica de El Carmen de Viboral - 1987 - 7e étape du Clásico RCN - 2e du Tour de la Guadeloupe - 3e du Clásico RCN - 1988 - Tour de Colombie espoirs - Clásico RCN - Prologue et 6e étape (contre-la-montre) du Tour de Colombie - 2e du Tour de Colombie - Médaillé d'argent du championnat panaméricain sur route - Médaillé d'argent des 100 km par équipes des championnats panaméricains - 1989 - Clásico RCN : - Classement général - 6e et 8e (contre-la-montre) étapes - 3e du championnat de Colombie sur route - 3e du Trofeo Masferrer - 1990 - 8e étape du Critérium du Dauphiné libéré (contre-la-montre) - 2e du Clásico RCN - 3e du Critérium du Dauphiné libéré | - 1991 - Classement du meilleur jeune du Tour de France - Tour de Galice : - Classement général - 3e étape - 2e du Grand Prix Pony Malta - 4e du championnat du monde sur route - 10e du Critérium du Dauphiné libéré - 1992 - Tour de Murcie - Prologue du Clásico RCN - 9e du Critérium du Dauphiné libéré - 1993 - Tour de Catalogne - 3e du Tour de Galice - 4e du Tour de France - 1994 - Route du Sud - 1995 - 8e du Critérium du Dauphiné libéré |  |

### Résultats sur les grands tours

#### Tour de France
6 participations.
- 1990 : 48e du classement général.
- 1991 : 19e du classement général et vainqueur du  classement du meilleur jeune.
- 1992 : abandon lors de 14e étape.
- 1993 : 4e du classement général.
- 1994 : 31e du classement général.
- 1995 : 16e du classement général.

### Tour d'Espagne
4 participations.
- 1990 : 17e du classement général.
- 1991 : 22e du classement général.
- 1992 : 29e du classement général.
- 1995 : abandon lors de la 5e étape.

### Tour d'Italie
2 participations.
- 1993 : 30e du classement général.
- 1994 : 39e du classement général.

### Résultats sur les championnats

#### Championnats du monde professionnels

##### Course en ligne
5 participations.
- 1989 : abandon.
- 1991 : 4e au classement final.
- 1992 : 32e au classement final.
- 1993 : abandon.
- 1994 : abandon.